# Jamaika-Ferkelratte
Die Jamaika-Ferkelratte (Geocapromys brownii) ist ein Nagetier in der Familie der Stachelratten, das endemisch in Jamaika vorkommt. Das Epitheton im wissenschaftlichen Namen ehrt Patrick Browne, der eine Abhandlung zur Naturgeschichte Jamaikas schrieb.

## Merkmale
Mit einer Kopf-Rumpf-Länge von 33 bis 44,5 cm, einem 3,5 bis 6,4 cm langen Schwanz, der teilweise im Fell verborgen ist, sowie mit einem Gewicht von 1 bis 2 kg entspricht die Art in der Größe etwa einem Baumwollschwanzkaninchen. Sie ist durch einen robusten Körperbau, eine stumpfe Schnauze und durch kurze Beine gekennzeichnet. Verglichen mit den anderen Ferkelratten ist die Art größer, besitzt eine dunklere Fellfarbe, einen kürzeren Schwanz, kleinere Augen und im Verhältnis zum Körper kleinere Ohren. Die Deckhaare der Oberseite sind schwarz mit einem kurzen rotbraunen bis goldbraunen Abschnitt nahe der Spitze, was eine dunkel rotbraune bis schwarze Fellfarbe ergibt. Die Unterseite ist mit graubraunem Fell bedeckt. Auf dem kurzen Schwanz kommen Schuppen sowie kurze Haare vor, die dicht stehen. Er ist wie der Körper oberseits schwarz und unterseits graubraun.
Die Jamaika-Ferkelratte besitzt in jeder Kieferhälfte einen kräftigen gebogenen Schneidezahn mit gelboranger Färbung, keine Eckzähne, einen Prämolar und drei molare Zähne. Die Backenzähne wachsen ständig und besitzen keine Wurzel.

## Verbreitung
Dieses Nagetier kommt in Jamaika mit mehreren voneinander getrennten Populationen im Hügelland und Bergland vor. Es hält sich in Regionen mit Karst auf, die viele natürliche Verstecke in Form von Spalten und Tunneln bieten.

## Lebensweise
Das Verhalten der Art ist vorwiegend durch Studien an in Gefangenschaft gehaltenen Exemplaren bekannt. Beobachtungen in der Wildnis sind sehr selten. Die Jamaika-Ferkelratte ist fast ausschließlich nachtaktiv und ernährt sich von Pflanzenteilen wie Wurzeln, Früchten, Rinde, Blättern und jungen Trieben. Es kommen kleinere Familiengruppen mit zwei bis sechs Individuen vor, die zusammen ein Versteck nutzen. Vermutlich wird der Schlafplatz nicht gepolstert. Die Art kann trotz ihrer plumpen Gestalt erstaunlich gut klettern. Sie erklimmt tief hängende Äste mit Hilfe der Zähne.
Bei Labortieren waren Weibchen zu verschiedenen Jahreszeiten paarungsbereit. Einige Exemplare hatten drei Würfe pro Jahr. Nach einer Trächtigkeit von etwa 123 Tagen werden meist ein oder zwei Jungtiere geboren, selten Drillinge. Weibchen erreichten nach etwa einem Jahr die Geschlechtsreife und Männchen etwas später. Die maximale Lebenserwartung liegt bei etwa 8 Jahren.

## Status
Die Art ist durch Landschaftsveränderungen und Jagd bedroht. Einige Exemplare fallen von Menschen eingeführten Hunden und Mangusten zum Opfer. Die IUCN listet die Jamaika-Ferkelratte auch aufgrund ihres begrenzten Verbreitungsgebiets als gefährdet (Vulnerable).

## Belege
1. ↑  Beolens, Watkins & Grayson: The Eponym Dictionary of Mammals. Johns Hopkins University Press, Baltimore 2009, ISBN 978-0-8018-9304-9, S. 59 (Browne).